# Арм
Арм (фр. Armes) насеље је и општина у источном делу централне Француске у региону Бургундија-Франш-Конте, у департману Нијевр која припада префектури Кламси.
По подацима из 2011. године у општини је живело 296 становника, а густина насељености је износила 34,86 становника/km². Општина се простире на површини од 8,49 km². Налази се на средњој надморској висини од 155 метара (максималној 252 m, а минималној 147 m).

## Демографија
| 1962. | 1968. | 1975. | 1982. | 1990. | 1999. | 2011. |
| ----- | ----- | ----- | ----- | ----- | ----- | ----- |
| 299   | 307   | 325   | 293   | 244   | 279   | 296   |

График промене броја становника у току последњих година